# Selim 3.
 Ikke at forveksle med Selim 3. Giray.
Selim 3. (osmannisk-tyrkisk: سليم ثالث; tyrkisk: III. Selim; (født 24. december 1761, død 28. juli 1808) var sultan i Det Osmanniske Rige fra 1789 til 1807. Han blev anset som en oplyst hersker, der ønskede at gennemføre reformer i Osmannerriget og i rigets militær. Krige med Osmannerrigets naboer vanskeliggjorde gennemførelsen af reformer og intern modstand fra janitsharerne førte til, at Selim 3. blev afsat og erstattet på tronen af fætteren Mustafa, som sultan Mustafa 4. Selim blev kort efter dræbt af en gruppe mænd.

## Opvækst
Selim 3. var søn af Mustafa 3. og dennes hustru Mihrişah Sultan. Mustafa 3. var meget påvirket af mysticisme, og et orakel havde beskrevet for ham, at sønnen Selim skulle erobre verdensherredømmet, hvorfor der blev arrangeret en overdådig fejring af Selim ved dennes fødsel. Mustafa 3. døde dog inden Selim 3. var gammel nok til at overtage tronen ved faderens død, hvorfor Selims onkel Abdul Hamid 1 overtog tronen ved Mustafa 3.'s død. Abdul Hamid 1. beskyttede dog Selim og sørgede for, at han fik en god uddannelse.
Da Abdul Hamid døde, overtog Selim den 7. april 1789 tronen som sultan, knap 27 år gammel.

## Regeringstid

### Konflikter med Rusland, Østrig og Frankrig
Da Selim besteg tronen i 1789, var Osmannerriget i krig med Rusland og med De Habsburgske Arvelande (Østrig).
Krigen mod Rusland var brudt ud i 1787 med Østrig som Ruslands allierede. Den russiske general Aleksandr Suvorov vandt flere sejre, der gav russerne kontrol over de nedre dele af Dnestr og Donau, og Selim 3. måtte i januar 1792 indgå en fredsaftale, hvor Osmannerriget overgav områder ved det vestlige Sortehav og anerkendte Ruslands erobring af vasalstaten Krim-khanatet. Krigen mod østrigerne blev afsluttet i 1791, hvor Osmannerriget måtte overlade Orșova ved Donau til østrigerne samt områder på Balkan.
Efter fredsslutningen med Østrig og Rusland angreb Frankrig under Revolutionskrigene Osmannerriget i 1798, da en hær under ledelse af Napoleon invaderede Egypten og Syrien. Selim 3. opnåede at indgå en alliance med Rusland og England og fik drevet franskmændene ud af Egypten i 1802. Den franske invasion havde imidlertid medført, at Egypten og Syrien i højere grad vendte sig mod Frankrig end mod Osmannerriget, der var i tiltagende forfald.
Alliancen med Rusland blev kort, og allerede den i 1806 erklærede Selim 3. krig mod Rusland efter at være blevet opildnet af Frankrig. Den russisk-tyrkiske krig (1806-1812) blev udkæmpet samtidig med den russisk-persiske krig, den russisk-svenske krig om Finland og den Fjerde koalitionskrig. På trods af, at Rusland var optaget af krige på mange andre fronter, blev krigen atter et militært nederlag for osmannerne. Selim 3. tilsluttede sig kontinentalspærringen og erklærede også krig mod Storbritannien i 1807. Ved fredsslutningen i 1812 var Rusland dog interesserede i en fredsaftale for at kunne koncentrere sig om det kommende opgør med Napoleon, og Osmannerriget opnåede en fredsaftale, hvor det blot skulle afstås Besarabien til Rusland. Forinden krigen havde Osmannerriget mistet politisk indflydelse i det osmannisk kontrollerede Serbien.

### Forsøg på reformer
Selim 3. havde et ønske om at reformere Osmannerriget. Militært sakkede Osmannerriget agterud, ligesom rigets administration var ineffektiv. Selim lod sig inspirere af vestlige idéer og udviklingen i Frankrig og lod ansætte franske rådgivere, der skulle reformere militæret.
Selim 3. var orienteret mod udlandet og placerede ambassadører ved hoferne hos de europæiske stormagter. Der blev etableret diplomatiske forbindelser med Storbritannien, Frankrig, Kongeriget Preussen og Habsburgmonarkiet.
Selim 3. var utilfreds med janitsharerne og han etablerede et militærkorps af værnepligtige fra Anatolien, kaldet nizam-i-jedid. Enheden blev bl.a. indsat mod oprørske janitsharer på Balkan. Det lykkedes dog ikke Selim 3. at integrere den nye enhed i de øvrige enheder i hæren, der nægtede at kæmpe side om side med det nye korps.
I 1806 udgjorde den nye styrke 23.000 mænd, der dog ikke var integreret i Osmannerrigets militær. Janitsharerne havde fra korpsets grundlæggelse set på dette med mistro og som en trussel mod deres privilegier. Yderligere så mange ved hoffet med skepsis på Selim 3.'s reformer og inspiration fra Europa.

## Kup og og efterfølgende drab
Selim havde i 1806 på fransk opfordring erklæret krig mod Rusland. Krigen svækkede Selim og i maj 1807 gennemførte janitsharerne et kup, hvorved Selim 3. blev afsat og fængslet. Som ny sultan blev indsat Selims fætter. Mustafa 4..
Tilhængere af Selim 3. samlede en hær på 40.000 mand og drog mod Konstantinopel, men før hæren nåede frem, blev Selim 3. den 28. juli 1808 myrdet i fængslet, da ukendte gerningsmænd stak ham ned. Drabet blev formentlig begået på Mustafa 4.'s orde. Det vides ikke, hvem der førte kniven. Nogle overleveringer peger på, at det var haremets sorte eunuk, der stod bag drabet sammen med en gruppe andre mænd. Selim 3. er begravet i Lalelimoskeen nær faderens grav.
I de følgende år blev de ambassader, som Selim 3. havde åbnet, lukket igen. og nizam-i jedid-tropperne opløst.